# Star Wars: Episode V: The Empire Strikes Back (soundtrack)
Star Wars: Episode V: The Empire Strikes Back is de soundtrack van de Britse film Star Wars: Episode V: The Empire Strikes Back. Het album werd gecomponeerd door John Williams en kwam uit in 1980, ongeveer gelijk met de film.

## Tracklijst (lp)
zijde 1
1. "Star Wars (Main Theme)" – 5:49
2. "Yoda's Theme" – 3:24
3. "The Training of a Jedi Knight" – 3:17
4. "The Heroics of Luke and Han" – 6:18

zijde 2
1. "The Imperial March (Darth Vader's Theme)" – 2:59
2. "Departure of Boba Fett" – 3:30
3. "Han Solo and the Princess" – 3:25
4. "Hyperspace" – 4:02
5. "The Battle in the Snow" – 3:48

zijde 3
1. "The Asteroid Field" – 4:10
2. "The City in the Clouds" – 6:29
3. "Rebels at Bay" – 5:23
4. "Yoda and the Force" – 4:01

zijde 4
1. "The Duel" – 4:07
2. "The Magic Tree" – 3:32
3. "Lando's Palace" – 3:52
4. "Finale" – 6:28

Totaal: 74:34

## Tracklijst (cd)
1. "The Imperial March (Darth Vader's Theme)" – 3:00
2. "Yoda's Theme" – 3:27
3. "The Asteroid Field" – 4:10
4. "Han Solo and the Princess" – 3:26
5. "Finale" – 6:25
6. "Star Wars (Main Theme)" – 5:48
7. "The Training of a Jedi Knight" – 3:05
8. "Yoda and the Force" – 4:02
9. "The Duel" – 4:03
10. "The Battle in the Snow" – 3:48

Totaal: 41:23

## Hitnoteringen

### NPO Klassiek Filmmuziek Top 200
| Als Star Wars in de NPO Klassiek Filmmuziek Top 200 | Als Star Wars in de NPO Klassiek Filmmuziek Top 200 | Als Star Wars in de NPO Klassiek Filmmuziek Top 200 | Als Star Wars in de NPO Klassiek Filmmuziek Top 200 | Als Star Wars in de NPO Klassiek Filmmuziek Top 200 | Als Star Wars in de NPO Klassiek Filmmuziek Top 200 | Als Star Wars in de NPO Klassiek Filmmuziek Top 200 | Als Star Wars in de NPO Klassiek Filmmuziek Top 200 | Als Star Wars in de NPO Klassiek Filmmuziek Top 200 | Als Star Wars in de NPO Klassiek Filmmuziek Top 200 | Als Star Wars in de NPO Klassiek Filmmuziek Top 200 |
| Jaar                                                | 2016                                                | 2017                                                | 2018                                                | 2019                                                | 2020                                                | 2021                                                | 2022                                                | 2023                                                | 2024                                                | 2025                                                |
| --------------------------------------------------- | --------------------------------------------------- | --------------------------------------------------- | --------------------------------------------------- | --------------------------------------------------- | --------------------------------------------------- | --------------------------------------------------- | --------------------------------------------------- | --------------------------------------------------- | --------------------------------------------------- | --------------------------------------------------- |
| Positie                                             | 18                                                  | 5                                                   | 3                                                   | 3                                                   | 3                                                   | 5                                                   | 3                                                   | 5                                                   | 7                                                   | 6                                                   |